# Tchicaya U Tam’si
Tchicaya U Tam’si, właśc. Gérald Félix Tchicaya (ur. 25 sierpnia 1931 w Mpili k. Brazzaville, zm. 21 lub 22 kwietnia 1988 w Bazancourt) – kongijski pisarz tworzący w języku francuskim.

## Życiorys
Był synem pierwszego kongijskiego deputowanego do Zgromadzenia Narodowego. Od 1946 mieszkał we Francji, uczył się w szkołach w Orleanie i Paryżu. Po uzyskaniu niepodległości przez Kongo został wydawcą nowej gazety codziennej w Leopoldville (obecnie Kinszasa), od 1960 pracował w UNESCO w Paryżu. Był związany z Mouvement National du Congo Patrice’a Lumumby. Jego poezja była przesycona symboliką natury, później wyrażała rozczarowanie związane z walką o niepodległość (Feu de brousse z 1957, Épitomé z 1962). W wykorzystujących tradycyjną symbolikę powieściach i opowiadaniach (La Main sèche z 1980, Ces fruits si doux de l'arbre à pain z 1987) wyrażał sprzeciw wobec metod sprawowania władzy w Kongu.